# 江东大桥 (浙江省)
江东大桥是位于浙江省杭州市钱塘区的一座悬索桥，跨越钱塘江，又称钱江九桥，全长4332米，于2005年12月28日开工，2008年12月26日通车。大桥西连德胜东路与德胜快速路，东接江东大道。
大桥西侧是下沙地区，原属于余杭（1996年以前）、江干（1996年至2019年），东侧是原属于萧山的大江东地区。2019年4月，钱塘新区建立，下沙与江东组成钱塘新区，2021年4月又成立钱塘区。